# Inocelliidae
Inocelliidae – nieliczna w gatunki, słabo poznana rodzina drapieżnych owadów z rzędu wielbłądek (Raphidioptera) związanych ze środowiskiem leśnym. Występują na obszarze Holarktyki. Większość gatunków występuje w Azji, głównie wschodniej. Rodzina obejmuje ponad 20 gatunków współcześnie żyjących oraz 6 wymarłych. W Polsce stwierdzono jeden gatunek – Inocelia crassicornis. 
Wielbłądki z tej rodziny różnią się od pozostałych głową szerszą w przedniej części, dłuższymi czułkami, użyłkowaniem skrzydła oraz brakiem przyoczek. Larwy większości Inocelliidae żyją pod korą drzew lub krzewów. W 3-letnim (lub dłuższym) cyklu rozwojowym wymagają okresu niskich temperatur, w okolicach 0 °C lub poniżej, który indukuje przepoczwarczenie lub przeobrażenie w imago. Preferencje pokarmowe postaci dorosłych pozostają słabo zbadane. Larwy są aktywne o zmierzchu i w nocy, co utrudnia ich obserwację.
Wyróżniane rodzaje:
- Amurinocellia
- †Electrinocellia
- Fibla
- Indianoinocellia
- Inocellia
- Negha
- Parainocellia
- Sininocellia
- †Succinofibla